# Ilmet
Ilmet ist der Name eines Hochhauses in Warschau in der Aleja Jana Pawła II 15 (deutsch: Johannes-Paul-II.-Allee 15) in der südwestlichen Ecke des Rondo ONZ (deutsch: UNO-Kreisverkehr).

## Beschreibung
Das Hochhaus mit einer Gesamthöhe von 103 Metern wurde 1997 fertiggestellt. Der Investor war die österreichische Firma Ilbau. Die Architekten waren Milijenko Dumencic und Mirosław Kartowicz. Nahezu die gesamte Fläche wird als Bürofläche vermietet. Lediglich auf den zwei untersten Stockwerken befinden sich Handels- oder Dienstleistungspunkte. Unterirdisch befinden sich 164 Parkplätze.
Der  Grundstein wurde am 12. Juni 1995 gelegt, was durch eine Plastiktube, in welcher sich polnische wie österreichische Zeitungsartikel befinden, in der Eingangshalle bezeugt wird.
Auf dem Dach dreht sich ein markantes Mercedes-Benz-Logo um die eigene Achse.
Auf der Außenwand wurde eine Gedenktafel zum 50-jährigen Bestehen der Vereinten Nationen angebracht, was an den Namen des umliegenden Kreisverkehres anknüpft.

## Geplanter Abriss
Im März 2011 hat der damalige Eigentümer UBS Real Estate bekanntgegeben, dass das Gebäude abgerissen wird und an seine Stelle ein Wolkenkratzer treten soll. Das dänische Architekturbüro Schmidt Hammer Lassen hat den geplanten 188 Meter hohen Wolkenkratzer entworfen. Noch liegen keine weiteren Informationen vor. Die Warschauer Öffentlichkeit war sehr überrascht, dass ein lediglich 14 Jahre altes Gebäude ersetzt werden soll. Das wäre in Warschau das erste Hochhaus aus den 90er Jahren, welches abgerissen würde.
Der Grund für den Abriss ist die relativ niedrige Höhe bis zum Dach, die 83 Meter beträgt. Auf der gegenüberliegenden Straßenseite steht das Rondo-1 mit einer Gesamthöhe von 192 Metern. In den letzten Jahren hat sich die Westgrenze des Randgebietes mit Wolkenkratzern um einige hundert Meter verschoben.
Im Dezember 2016 wurde das Gebäude samt Architekturprojekt für den Neubau von Skanska Property Poland aufgekauft.